# Garland, Texas
Garland là một thành phố ở Dallas và Collin, các quận thuộc tiểu bang Texas, Hoa Kỳ. Garland là một khu ngoại ô phía đông bắc của Dallas và chiếm một phần lớn của Dallas-Fort Worth Metroplex. Theo điều tra dân số năm 2010, thành phố có dân số 222.013, là thành phố đông dân thứ 12 ở Texas và thành phố đông dân thứ 92 ở Hoa Kỳ.